# Tunby
Tunby är en  stadsdel i det administrativa bostadsområdet Skallberget-Vega i norra Västerås. Området är ett industri- och rekreationsområde som ligger vid Vasagatans norra ände söder om Norrleden.
I Tunby finns ett industriområde (Norra Tunby), idrottsanläggningen Bellevuestadion, en scoutkår (Sankt Olofs), en hotell och konferensanläggning (Hem till Gården), Good Morning hotel, ett koloniområde, ett villaområde och den ursprungliga Tunby gård.
Området avgränsas av Norrleden, Nordanby, Vega och Vasagatan.
Området gränsar i norr över Norrleden till Önsta-Gryta, i öster till Nordanby, i söder till Vega och i väster över Vasagatan till Rocklunda.